# Kenai
Kenai város az USA Alaszka államában, Kenai Peninsula megyében. Lakosainak száma 7424 fő (2020. április 1.).

## Népesség
A település népességének változása:
| Lakosok száma | 7464 | 7100 | 7424 |
|               | 2005 | 2010 | 2020 |